# Mauricio Rojas Toro
Mauricio Javier Rojas Toro (Quilpué, Chile, 30 de marzo de 1978) es un exfutbolista chileno y director técnico.

## Trayectoria
Se formó y debutó profesionalmente en Santiago Wanderers. También jugó por Audax Italiano y Cobresal. El año 2001 alcanzó el título nacional con Santiago Wanderers, equipo que no había ganado un título por más de 30 años. En diciembre de 2007 fue traspasado a Unión Española, transformándose en su tercer refuerzo para la siguiente temporada. A fines de 2008 fue desligado de la institución.
Después de 3 años de inactividad, en 2011 firmó por Unión Temuco, equipo propiedad de Marcelo Salas. Se retiró en 2012.
En junio de 2014, Mauricio Rojas fue oficialmente presentado como entrenador de Provincial Marga Marga, club de la comuna donde proviene que jugaba por el ascenso al Fútbol Profesional de Chile. En 2018 asume como DT de la sub-13 de Santiago Wanderers de Valparaíso, institución donde se formó como jugador.

## Selección nacional
Ganó la medalla de bronce con la selección sub-23 que disputó el Torneo Olímpico de Fútbol de 2000, en Sídney.

### Participaciones en Juegos Olímpicos
| Torneo                          | Sede      | Resultado         |
| ------------------------------- | --------- | ----------------- |
| Juegos Olímpicos de Sídney 2000 | Australia | Medalla de Bronce |

## Clubes

### Como jugador
| Club               | País  | Año       |
| ------------------ | ----- | --------- |
| Santiago Wanderers | Chile | 1997      |
| San Luis           | Chile | 1998      |
| Santiago Wanderers | Chile | 1999-2005 |
| Audax Italiano     | Chile | 2005-2006 |
| Cobresal           | Chile | 2007      |
| Unión Española     | Chile | 2008      |
| Unión Temuco       | Chile | 2011-2012 |

### Como entrenador
| Club                      | País  | Año  |
| ------------------------- | ----- | ---- |
| Provincial Marga Marga    | Chile | 2014 |
| Santiago Wanderers sub-13 | Chile | 2018 |

## Palmarés

### Campeonatos nacionales
| Título           | Club               | País  | Año  |
| ---------------- | ------------------ | ----- | ---- |
| Primera División | Santiago Wanderers | Chile | 2001 |

### Campeonatos internacionales
| Título           | Equipo            | País      | Año  |
| ---------------- | ----------------- | --------- | ---- |
| Juegos Olímpicos | Selección Chilena | Australia | 2000 |